# Jesús Rodríguez Sellés
Jesús Rodríguez Sellés   (Santa Coloma de Gramenet, 1974), també conegut amb el nom de ploma d'Albert Martínez, és un periodista d'investigació català. Després de ser un dels portaveus de l'Assemblea d'Okupes de Barcelona i de treballar en mitjans de comunicació alternatius com Contrainfos i La Burxa, l'any 2006 va ser un dels creadors de la Directa. És conegut per les seves investigacions que han destapat nombrosos casos d'infiltració policial als moviments socials.
El novembre de 2023, Jesús Rodríguez va ser imputat pel magistrat de l'Audiència Nacional espanyola Manuel García-Castellón en el procés judicial referent al Tsunami Democràtic al costat d'11 persones més, Carles Puigdemont, Marta Rovira, Ruben Wagensberg, Oriol Soler, Josep Lluís Alay, Xavier Vendrell, Marta Molina, Josep Campmajó, Jaume Cabani, Oleguer Serra i Nicola Flavio Giulio Foglia, als quals s'atribueix la creació i planificació de l'organització que el 2019 va promoure les protestes contra la sentència del judici al procés independentista català.
L'abril de 2024, Rodríguez va fer públic que s'havia exiliat a la ciutat suïssa de Ginebra arran de la imputació per «terrorisme» i ser acusat de tenir informació prèvia de les manifestacions que es desenvoluparien la tardor del 2019. Coincidint amb el Dia Mundial de la Llibertat de Premsa, una dotzena d'organitzacions de periodistes van demanar que s'arxivés la investigació per terrorisme contra Jesús Rodríguez. Rodríguez va tornar de l'exili el 12 de juliol de 2024, un cop arxivada la causa del cas Tsunami a l'Audiència Nacional espanyola.